# Veronika Kohlbach
Veronika („Ronny“) Kohlbach, po mężu Almer (ur. 3 stycznia 1906, zm. w 1996 w Wiedniu) – austriacka lekkoatletka osiągająca sukcesy w sprintach, biegach płotkarskich, skoku w dal i rzucie dyskiem.
Podczas Światowych Igrzysk Kobiet (1930) była w składzie austriackiej sztafety 4 × 100 metrów, która zajęła 6. miejsce.
Na igrzyskach olimpijskich w Berlinie (1936) odpadła w eliminacjach w sztafecie 4 × 100 metrów oraz w biegu na 80 metrów przez płotki, a w rzucie dyskiem zajęła 13. miejsce.
Podczas mistrzostw Europy (1938) reprezentowała (po Anschlussie Austrii przez Niemcy) III Rzeszę – zajęła 5. miejsce w skoku w dal.
Dwudziestodziewięciokrotna mistrzyni Austrii: w biegu na 100 metrów (1931, 1932 i 1935), biegu na 200 metrów (1931, 1932, 1933 i 1935), sztafecie 4 × 100 metrów (1931, 1932, 1935, 1936, 1937 i 1938), biegu na 80 metrów przez płotki (1935), skoku w dal (1931, 1932, 1933, 1935, 1936, 1941 i 1942), rzucie dyskiem (1932, 1935, 1936, 1937, 1941 i 1942) oraz biegu przełajowym (1932 i 1933). W 1938 zdobyła srebrny medal w pięcioboju.
Rekordzistka kraju w różnych konkurencjach, m.in.: w biegu na 100 metrów (do 12,6 w 1931), biegu na 200 metrów (do 26,3 w 1933), skoku w dal (do 5,70 w 1938, rzucie dyskiem (do 39,05 w 1937) czy sztafecie 4 × 100 metrów (do 49,8 w 1934).